# Skaftö
Die Insel Skaftö (veraltet auch Skaftölandet) befindet sich im Lysekil-Archipel in der Gemeinde Lysekil der schwedischen Provinz Västra Götalands län beziehungsweise der historischen Provinz (landskap) Bohuslän. Die Insel liegt etwa 100 Straßenkilometer nördlich von Göteborg entfernt.
Ein weiterer Ort auf Skaftö neben dem zum Teil auf der vorgelagerten kleinen Insel Ösö liegenden Hauptort Grundsund ist der im Nordteil der Insel gelegenen Ferienort Fiskebäckskil (mit dem an der Ostseite der dortigen Bucht gelegenen Ortsteil Ostsidan). Als Småort ist Rågårdsvik an der Südostküste ausgewiesen; eine weitere Ansiedlung ist Stockevik im Westen. Alle diese Orte an der Küste besitzen Fischerei- oder Sportboothäfen.
Auf die Insel führt eine Straße, die östlich der Fährverbindung über die Gullmarnbucht im Verlauf der Provinzstraße (länsväg) 161 von Herrestad (bei Uddevalla) nach Lysekil von dieser abzweigt. Per Autofähre sind auch Fiskebäckskil und  Östersidan direkt mit Lysekil verbunden.

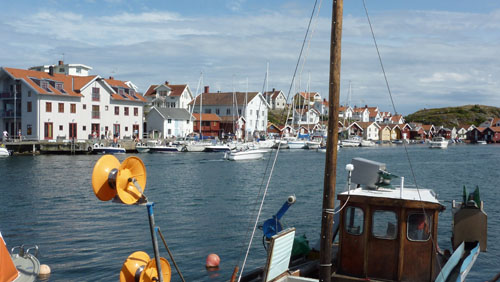
Der Hafen von Grundsund
Kleine Straßen in Fiskebäckskil